# Köttsjön, Dalsland
Köttsjön är en sjö i Melleruds kommun i Dalsland och ingår i Göta älvs huvudavrinningsområde. Sjön är 15 meter djup, har en yta på 0,282 kvadratkilometer och är belägen 70,3 meter över havet.

## Delavrinningsområde
Köttsjön ingår i det delavrinningsområde (652001-130253) som SMHI kallar för Utloppet av Näsölen. Medelhöjden är 114 meter över havet och ytan är 26,18 kvadratkilometer. Det finns inga avrinningsområden uppströms utan avrinningsområdet är högsta punkten. Holmsån som avvattnar avrinningsområdet har biflödesordning 2, vilket innebär att vattnet flödar genom totalt 2 vattendrag innan det når havet efter 163 kilometer. Avrinningsområdet består mestadels av skog (57 procent) och jordbruk (17 procent). Avrinningsområdet har 3,7 kvadratkilometer vattenytor vilket ger det en sjöprocent på 14,1 procent.